# Pierre Laval
Pierre Laval (Châteldon, 1883. június 28. – Párizs, 1945. október 15.) francia politikus, a Harmadik Köztársaság 69. és 80. miniszterelnöke, valamint a Vichy-kormány 1. és 4. miniszterelnöke. Franciaország német megszállása után együttműködött a német hatóságokkal, ezért a háború után hazaárulás vádjával bíróság elé állították, és golyó által kivégezték.

## Korai évei
Tanulmányait szülőfalujában kezdte, majd 15 éves korában szülei Párizsba küldték tanulni. 1903-ban a szocialista mozgalomhoz csatlakozott, de később, 1945-ben a bíróságon azt állította, hogy soha nem volt „igazhitű szocialista”. 1907-ben besorozták katonának, szolgálata alatt súlyos visszérbetegsége alakult ki.
Leszerelése után, 1909-től jogászként dolgozott. Megnősült és végleg Párizsban telepedett le. Egyetlen gyermeke 1911-ben született.

## Politikai karrierje
Az első világháború után, 1925-ben közmunkaügyi miniszter lett Paul Painlevé kormányában, azonban hat hónappal később a kormány megbukott. 1925–1926 között Aristide Briand kormányának igazságügyi minisztere volt. 1927-től szenátor lett. 1930-ban újra munkaügyi miniszterként működött André Tardieu kormányában. Ebben a tisztségében sikeresen felszámolt egy nagyarányú munkássztrájkot, békés úton.
1931. január 27-én megválasztották miniszterelnöknek. Ekkor már javában tombolt a nagy gazdasági világválság. Laval kormánya sikeres intézkedéseket tett a válság felszámolására, aminek elismeréseként a Time magazin 1931-ben az év emberévé választotta. Ennek ellenére elvesztette a választók bizalmát így 1932. február 20-án Laval kormánya felbomlott.
1934. februárjában gyarmatügyi miniszter lett, majd ugyanebben az évben, Louis Barthou külügyminiszter meggyilkolása után az ő tárcáját is átvette. Külügyminiszteri tevékenysége alatt megpróbált egy szövetséget létrehozni a náci Németország ellen, Olaszország és a Szovjetunió bevonásával. 1935 elején Rómába utazott, ahol találkozott az olasz diktátorral, Benito Mussolinivel és egy megállapodást kötöttek, miszerint Franciaország beleegyezett Abesszínia olaszok által történő részleges megszállásába, cserébe Olaszország támogatásáért Németország ellen. Mussolini azonban felrúgta a megállapodást, mivel 1936-ban a teljes Abesszíniát megszállta és fokozatosan közeledni kezdett Németország felé, az 1938-as Anschluss idején már Németországot támogatva, így Laval terve a francia–olasz–szovjet együttműködésről, már a kezdeteknél kudarcba fulladt. Időközben 1935. június 7-én újra megválasztották miniszterelnöknek, ezúttal tisztségét 1936. január 27-ig töltötte be.
A második világháború idején, Franciaország megszállása után, a németek Philippe Pétain marsallt bízták meg egy kollaboráns kormány megalakításával. Pétain a felkérésnek eleget is tett, a külügyminiszteri tisztséget Pierre Lavalnak ajánlotta fel, aki – addigi németellenes beállítottsága ellenére – ezt el is fogadta. 1940. július 11-én ismét Laval lett a kormányfő. Újabb mandátuma idején ezúttal a diktatórikus rendszer német mintára történő kiépítését tűzte ki fő céljául. December 13-án Pétain lemondatta, majd letartóztatták. Egy rövid ideig házifogságban volt, ezt nemsokára feloldották, de egészen 1942-ig nem vehetett részt a politikai életben.

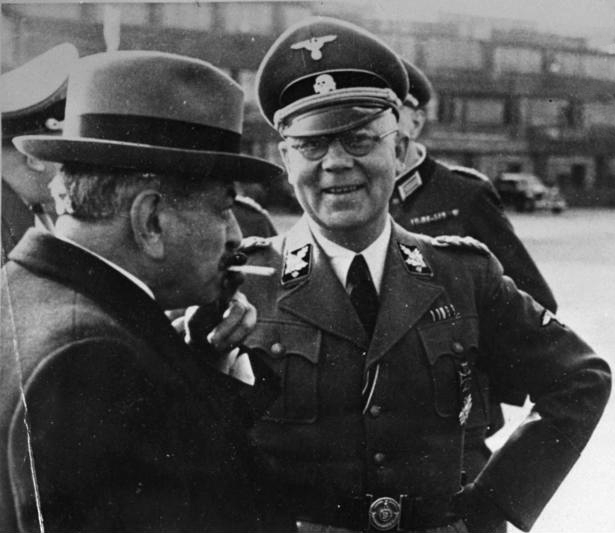
Laval és Karl Oberg SS-parancsnok Párizsban

1942. április 18-án újra kinevezték kormányfőnek. A németek azonnal követelni kezdték tőle a franciaországi zsidók deportálását, amit ő először visszautasított, később azonban mégis beleegyezett. 1943-ban utasítására felállítottak egy francia félkatonai alakulatot, a Milice française-t, amelynek a hivatalos vezetője ő lett, a tulajdonképpeni vezető azonban Joseph Darnand volt. A szervezet működésének elsődleges célja a maquisard-ok elleni harc, és a zsidók deportálásában való segédkezés volt.
Amikor 1942 novemberében a szövetségesek a Torch hadművelet során Észak-Afrika nagy részét megszállták, és ezzel lehetőségük nyílt egy partraszállási hadművelet végrehajtására Dél-Franciaországban, a Wehrmacht megszállta a teljes Vichy-Köztársaság területét. A normandiai partraszállást követően, Hitler felszólította a Vichy-kormányt, hogy üzenjen hadat Nagy Britanniának, de Pétain és Laval ezt egyöntetűen megtagadták. Emiatt 1944. augusztus 20-án a németek letartóztatták és Belfort-ba vitték, majd innen a németországi Sigmaringenbe. Lavalnak sikerült elérnie szabadon bocsáttatását, és megpróbált Spanyolországba menekülni, azonban az amerikai hadsereg fogságába esett, akik átadták őt a Charles de Gaulle vezette szabad franciáknak.

## Elítélése és kivégzése
Perére az 1945-ös év folyamán került sor. Laval nem érezte magát bűnösnek, még kevésbé hazaárulónak, kijelentve, hogy ő mindig is hazafinak tartotta magát. Végül halálra ítélték. Kivégzése előtt megkísérelte megmérgezni magát, ez azonban nem sikerült, így 1945. október 15-én golyó által kivégezték. Utolsó szavai „Vive la France” (Éljen Franciaország) voltak.

## Fordítás
- Ez a szócikk részben vagy egészben  a   Pierre Laval című angol Wikipédia-szócikk fordításán alapul.  Az eredeti cikk szerkesztőit annak laptörténete sorolja fel. Ez a jelzés csupán a megfogalmazás eredetét és a szerzői jogokat jelzi, nem szolgál a cikkben szereplő információk forrásmegjelöléseként.

## Kapcsolódó szócikk
- Franciaország miniszterelnökeinek listája

| Elődje: Théodore Steeg | Franciaország kormányfője 1931. január 27. – 1932. február 20. | Utódja: André Tardieu |

| Elődje: Fernand Bouisson | Franciaország kormányfője 1935. június 7. – 1936. január 24. | Utódja: Albert Sarraut |